# Station Hyères
Station Hyères is een spoorwegstation in de Franse stad Hyères.